# Kirsten Brosbøl
Kirsten Brosbøl (ur. 14 grudnia 1977 w Odder) – duńska polityk, parlamentarzystka, w latach 2014–2015 minister środowiska.

## Życiorys
W 1996 została absolwentką Odder Gymnasium. W latach 1997–2005 studiowała na Uniwersytecie w Roskilde, kończąc je z tytułem cand.scient.soc. W międzyczasie uzyskała tytuł Master of Arts na University of Sussex. Zaangażowała się w działalność polityczną w ramach Socialdemokraterne. Pracowała w partyjnych strukturach w parlamencie krajowym i Europarlamencie.
Z ramienia socjaldemokratów w 2005 po raz pierwszy uzyskała mandat posłanki do Folketingetu, z powodzeniem ubiegała się o reelekcję w kolejnych wyborach w 2007, 2011 i 2015. Od lutego 2014 do czerwca 2015 sprawowała urząd ministra środowiska w drugim rządzie Helle Thorning-Schmidt.
W latach 2005–2007 jej partnerem życiowym był Nicolai Wammen.